# Jiangxi
Jiangxi este o provincie în China.

## Orașe
- Nanchang (南昌市; Nánchāng Shì);
- Jingdezhen (景德镇市 Jǐngdézhèn Shì);
- Pingxiang (萍乡市 Píngxiāng Shì);
- Jiujiang (九江市 Jiǔjiāng Shì);
- Xinyu (新余市 Xīnyú Shì);
- Yingtan (鹰潭市 Yīngtán Shì);
- Ganzhou (赣州市 Gànzhōu Shì);
- Ji'an (吉安市 Jí'ān Shì);
- Yichun (宜春市 Yíchūn Shì);
- Fuzhou (抚州市 Fǔzhōu Shì);
- Shangrao (上饶市 Shàngráo Shì).